# A1高速公路 (波蘭)
A1高速公路（波蘭語：Autostrada A1），正式名稱為琥珀高速公路（Autostrada Bursztynowa），是波蘭一條高速公路，縱貫全境。北起格但斯克，經過托倫、羅茲、琴斯托霍瓦、卡托維茲，南至波捷邊境，並與D1高速公路相連。
公路始建於1978年，1989年開始分階段通車。目前彼得庫夫特雷布納爾斯基至琴斯托霍瓦段正計劃升級，而琴斯托霍瓦至佩若維采之間的路段正在動工。完成後全長565.1公里。
公路是欧洲E75公路的一部份。